# 土倉一昌
土倉 一昌（とくら かずまさ/いしょう）は、江戸時代後期の備前国岡山藩家老。

## 生涯
鳥取藩家老池田之昌（日向）の三男として生まれる。文政3年12月（1811年）、土倉一静の養女常代を娶り、婿養子として家督を相続。岡山藩家老、佐伯1万石の領主となる。文政12年（1829年）12月、仕置家老となる。
天保13年（1842年）1月30日、岡山で藩主池田斉敏が継嗣無きまま没したため、2月、江戸に出府して藩邸の対応にあたる。斉敏の死去を伏せたまま、中津藩から慶政が養子として迎えられ新藩主となった。
弘化元年（1845年）12月に隠居し、家督を先代一静の実子である一善に譲る。慶応4年（1868年）に一善、明治7年（1874年）に養孫の正彦が没したために家督を再襲する。明治8年（1875年）8月14日没、享年75。

## 系譜
- 父：池田之昌
- 母：不詳
- 養父：土倉一静（? - 1820年）
- 正室：常代 - 土倉一静養女
- 生母不明の子女
  - 男子：荒尾成章 - 荒尾成韶の養子
- 養子
  - 男子：土倉一善（1819年 - 1868年） - 土倉一静の四男
  - 女子：万亀 - 土倉正彦夫人、池田政昭長女
  - 男子：鉚太郎 - 三浦義次二男[1]

実子の成章は、嘉永元年（1848年）に鳥取藩家老荒尾成韶の養子となってその家督を相続している。元美作勝山藩主三浦義次の二男鉚太郎を養子に迎えたがのちに離縁となっており、正彦夫人万亀が女戸主となったのち、明治14年（1881年）に鉚太郎の弟（三浦義次三男）である光三郎が家督を継いだ。